# Pinehouse
Pinehouse är en ort i Kanada.   Den ligger i provinsen Saskatchewan, i den centrala delen av landet, 2 400 km väster om huvudstaden Ottawa. Pinehouse ligger 396 meter över havet och antalet invånare är 978. Den ligger vid sjön Pinehouse Lake.
Terrängen runt Pinehouse är mycket platt. Trakten runt Pinehouse är nära nog obefolkad, med mindre än två invånare per kvadratkilometer.. 